# Паскал Трокши
Паскал (Пашк) Трокши (на албански: Paskal Trokshi, Pashk Trokshi; на италиански: Pasquale Trosksi) е албански духовник от XIX – XX век, прелат на Римокатолическата църква.

## Биография
Роден е на 2 януари 1850 година. Според албанолога Робърт Елси родното му място е Делбнищ, Курбин, а според други източници е роден в село Малкуч край Драч в семейството на Як Трокши и Диела Вати. Като млад остава сирак и отива с брат си Хиела при мейчиния си род в Курбин.
Способностите му са забелязани от драчкия архиепископ Рафаеле д'Амброзио, който резидира в Делбнищ. С негова помощ получава основно образование в селото си, след което учи теология и философия в Албанската папска семинария в Шкодра. Довършва образованието си в Рим и в 1873 година е ръкоположен за свещеник. Служи като секретар на априепископ Рафаеле. Мнението за Трокши е, че е интелигентен, но също така склонен към корупция и пиянство.
На 10 януари 1893 година е назначен за архиепископ на Скопската католическа епархия. На 5 май 1893 година е ръкоположен за епископ от Паскуале Герини, Рафаеле д'Амброзио и Пренг Дочи в параклиса на Шкодренската семинария. Като архиепископ, за разлика от предшествениците си, се противопоставя на славянизацията на енориите и въвежда серия радикални промени в диоцеза. Така в 1897 година отново отваря албанското училище в Стубла, датиращо още от 1584 година, но затворено от османските власти. Успява да отвори албански училища и в Дяково, Печ, Злокучане, Феризово. Антиславянската му политика води до обвинения в преследване на хърватските му енориаши и прави архиепископа непопулярен. Служителите в австро-унгарското консулство го смятат за умствено и емоционално нестабилен и неподходящ за епископската катедра. Когато Трокши иска да посети Призренската семинария в 1905 година, ректорът Иларион Весич се допитва до руското консулство в Призрен дали има нещо против и консулът отговаря, че според него Трокши „не е нито австрийски, нито италиански човек, а най-вече брани албанските интереси“.
На 29 април 1908 година подава оставка и на 8 май 1908 година е назначен за титулярен наколски архиепископ.
Умира на 28 юли 1917 година в Рим.